# Pierre Richard (acteur de série B)
Pour les articles homonymes, voir Pierre Richard (homonymie).
Pierre Richard est un acteur français actif dans des films franco-italiens de série B d'action entre 1958 et 1971,,,.
Il est souvent confondu avec l'acteur vedette Pierre Richard, plutôt connu dans des comédies après 1970.

## Filmographie

### Acteur de cinéma
- 1958 : Cargaison blanche de Georges Lacombe
- 1959 : Heures chaudes de Louis Félix : Manuel Sabatier
- 1960 : Terrain vague de Marcel Carné
- 1960 : Cyrano de Bergerac, téléfilm de Claude Barma : L'officier espagnol
- 1961 : La Peau et les Os de Jean-Paul Sassy : Pierini
- 1962 : Poslední etapa de Miroslav Ondrácek : Pierre Castel
- 1964 : Du grisbi pour Hong Kong (Ein Sarg aus Hongkong) de Manfred R. Köhler : Henry Gilbert
- 1964 : Le Monocle rit jaune de Georges Lautner : Bergourian
- 1964 : F.B.I. contre l'œillet chinois (Das Geheimnis der chinesischen Nelke) de Rudolf Zehetgruber
- 1965 : La Grosse Caisse d'Alex Joffé : Un complice de Filipi
- 1966 : Un printemps en Hollande (Een ochtend van zes weken) de Nikolai van der Heyde
- 1966 : Baroud à Beyrouth (Rififi in Beirut) de Manfred R. Köhler : Inspecteur Bernard
- 1966 : Un cercueil de diamants (Die Rechnung – eiskalt serviert) de Helmuth Ashley
- 1966 : Le Chien fou d'Eddy Matalon
- 1967 : Jerk à Istanbul de Francis Rigaud : Samos
- 1968 : La Petite Vertu de Serge Korber : Théo
- 1968 : Tête de pont pour huit implacables  (Testa di sbarco per otto implacabili) d'Alfonso Brescia : Sergent Doss
- 1969 : Ora X: Pattuglia suicida de Gaetano Quartararo : Joe Stuart
- 1970 : Teresa de Gérard Vergez : Le célibataire
- 1970 : Quatre hommes aux poings nus de Robert Topart
- 1971 : Sur un arbre perché de Serge Korber : Un alpiniste